# 瓦子镇
瓦子镇，是中华人民共和国四川省南充市仪陇县下辖的一个乡镇级行政单位。

## 行政区划
瓦子镇下辖以下地区：
南池社区、双龙庙村、摇铃山村、天院寺村、阎王坡村、靛池沟村、解放村、凉泉村、梓童山村、赵奎梁村、武魁岩村和板凳垭村。